# 赵光裔
赵光裔（？—940年），字焕业，作为五代十国时期南汉的官员，曾担任宰相超过20年。

## 背景
赵光裔生年不详。其家族最初来自奉天（位于现在的陕西咸阳），但是后来搬到了东都洛阳，本人是否出生于洛阳则不详。他的曾祖父赵植据记载官至唐岭南节度观察使。赵光裔的祖父赵存约曾担任山南西道节度使李绛的从事，在公元830年，李绛和包括赵存约在内的众多下属都死于兵变。赵光裔的父亲赵隐进士及第，最终在唐宣宗年间成为宰相。

## 唐末时期
赵光裔年轻时，以刻苦学习，注重修养著称，唐光启三年（887年），进士擢第。兄长赵光逢先已及第，弟赵光胤后也及第。入仕后，于唐昭宗乾宁年间，从思勋郎中、弘文馆学士，做到膳部郎中，知制诰（负责起草文件），赐金紫。同时，赵光逢任中书舍人（正五品），赵光胤也官至驾部郎中（从五品）。兄弟数人并列显贵，各以品行雅正，学识清高著名。北人闻其名声，都相当钦佩敬服。后来，光逢相后梁，光胤相后唐，光裔和儿子赵损先后做了南汉的宰相。一门同时出了四位相国，时人誉之为家门荣耀，缙绅盛事。唐朝灭亡后，在取代唐朝的后梁仍任原职。

## 后梁时期
908年，梁太祖派赵光裔和右补阙李殷衡充官告使，授名义上为封臣实则独立、控制已改名为清海的岭南东道镇的节度使军阀刘隐（南汉烈宗）为清海和静海节度使。刘隐将二人留在清海，不许他们回洛阳。刘隐十分敬重赵光裔，以礼相待，推心置腹，留作自己的机密参谋。不久，更奏请提拔光裔为节度副使。

## 南汉时期
公元917年，南汉高祖刘岩称帝，拜光裔为兵部尚书，与李殷衡、杨洞潜一同拜为同平章事（即宰相）。不久后升为门下侍郎。自此升居相位，掌管内外政务，参议国事机要，统领大局。
赵光裔觉得自己出身于名门，家族威望尤显赫，即使放在中原朝廷也是数一数二的。现在虽然官至宰相，但南汉朝廷割据岭南一隅，远离中原，时常被称为“僭伪”。因此常觉羞耻，泱泱思归。刘岩得知到光裔的想法，想安抚他，于是背地里练习起光裔的笔迹。熟练后，模仿笔迹写了封家书，派人潜入洛阳，把光裔的两个儿子赵损、赵益及老小家眷接来广州。一家人得以团聚，光裔又惊又喜，自此之后便尽心尽职于南汉。
南汉一度和北面邻国楚国关系融洽。楚开国之君马殷及其继任者皆为后梁及其后继者后唐、后晋的名义封臣，刘岩在称帝前就于915年娶了马殷的女儿。称帝后，他立马氏为皇后。但934年马皇后死后，两国关系恶化，楚国的繁荣也对南汉构成威胁。大有年间，因南汉与楚国连年战争，劳民伤财。939年，光裔便上奏曰：“自马皇后崩后四、五年来，未尝通使于楚。亲邻旧好，不可忘也。”同时推荐善辩好才，反应机敏的李紓作为使者出使楚国，双方言和，罢兵交好。李紓不辱使命，和谈进行得很成功，不久后楚国也派来使者回访。此后两国保持友好关系，终刘岩之朝，不见兵戈，边境安宁。
光裔在南汉为相二十多年，岭南边陲之地，在他治理下，引入了先进的生产技术，发展海陆贸易交往，使得府库充实，富甲一方；同时积极与周边国家改善关系，联姻通好，和睦四邻，边烽无警。时人称为贤相。940年初，赵光裔卒。死后，已改名刘䶮的刘岩任赵光裔子赵损继为宰相。

## 评价
- 《十国春秋》论曰：五季时，中原扰攘，独岭海承平小安，民不受兵，光裔、洞潜之功居多。